# Toksyny sinicowe

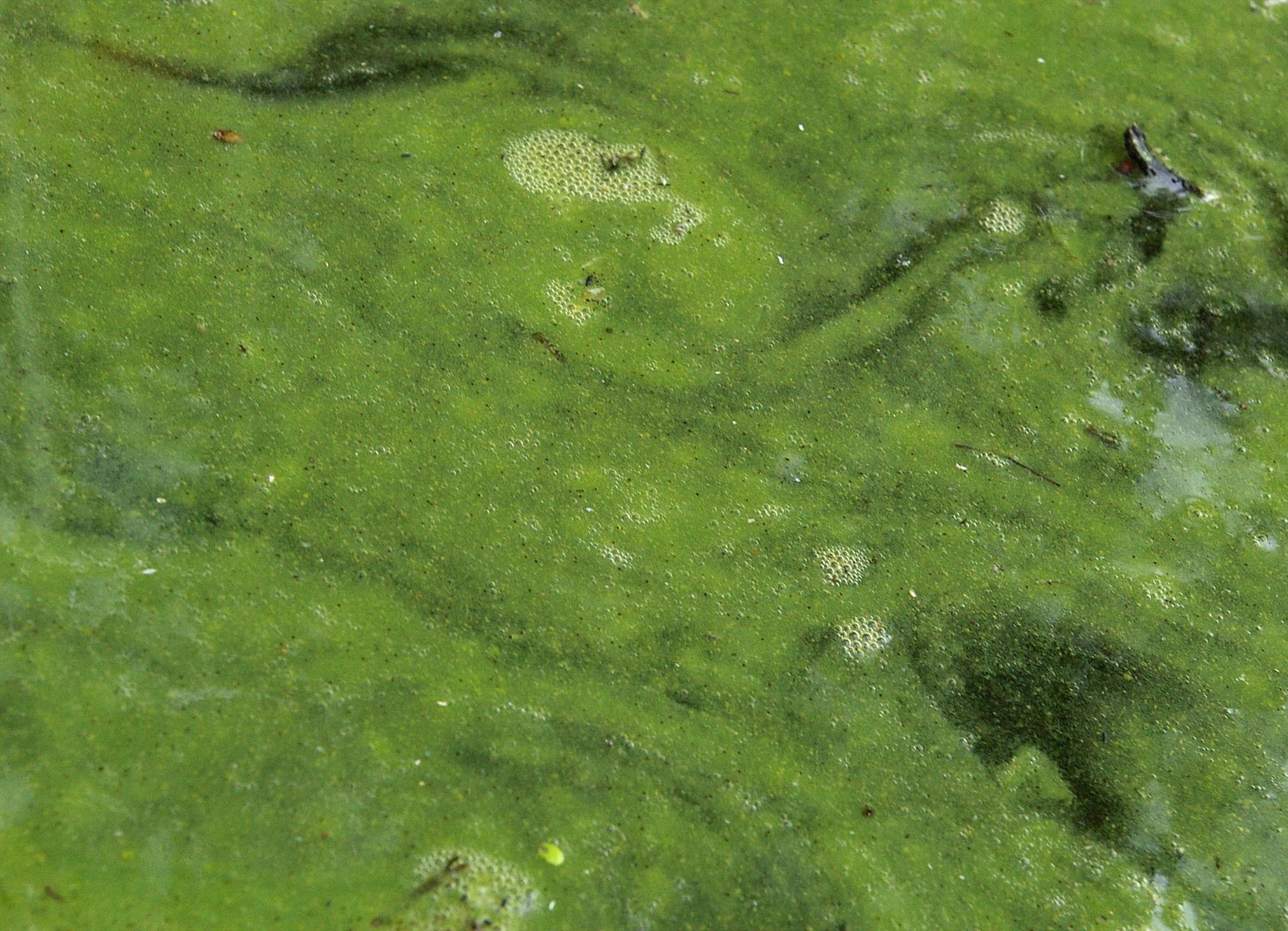
Zakwit wody wywołany przez sinice

Toksyny sinicowe (cyjanotoksyny) – substancje produkowane przez sinice, które działają toksycznie w przypadku kąpieli w wodzie albo wypicia wody, spożycia ryb lub innych organizmów wodnych je zawierających.

## Ekologiczna rola toksyn sinicowych

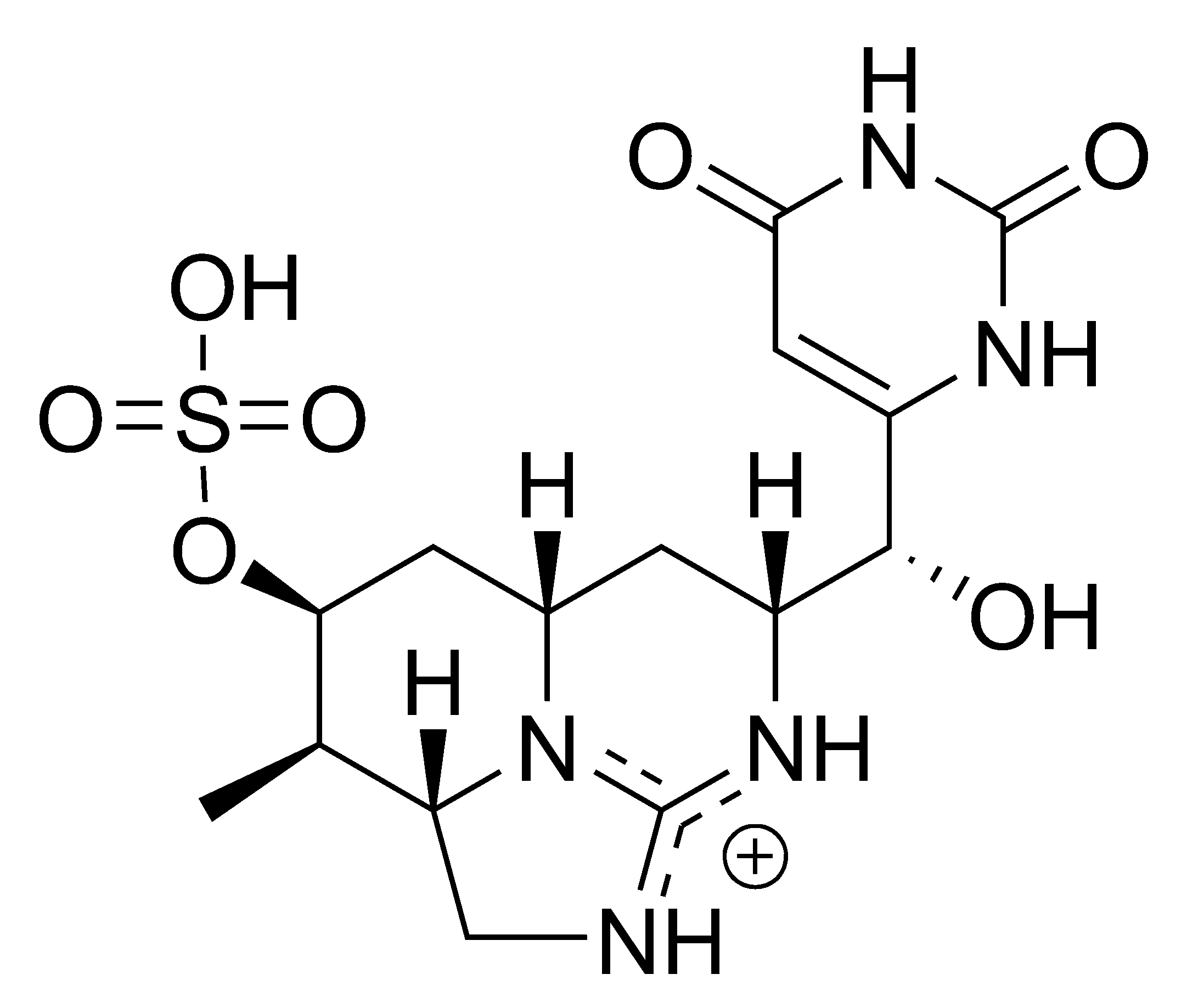
Cylindrospermopsyna, jedna z toksyn sinicowych

Ekologiczno-ewolucyjna funkcja wytwarzania toksyn przez sinice nie jest jasna. Dwie podstawowe grupy hipotez wskazują na potencjalne korzyści dla sinic w interakcjach międzygatunkowych, w tym na drodze konkurencji z allelopatią wobec innych organizmów autotroficznych lub obrony przed spasaniem oraz na potencjalne korzyści fizjologiczne dla sinic. Niektóre rodzaje aktywności mogą nieść podwójne skutki – toksyny mogą wywoływać uwalnianie związków fosforu przez inne glony i ułatwiać jego asymilację. W związku z tym ich toksyczność dla wielu organizmów może być z ewolucyjnego punktu widzenia skutkiem ubocznym. W szczególności dotyczy to toksyczności wobec zwierząt, gdyż prawdopodobnie toksyny były wytwarzane już ponad 2 mld lat temu, czyli zanim te wyewoluowały. Większość toksyn sinicowych wytwarzają gatunki planktonowe, ale cylindrospermopsynę wytwarza również glebowa sinica Hormoscilla pringsheimii. Sinice wytwarzające toksyny mogą znajdować się też w mniejszych zbiornikach wody, np. w systemach klimatyzacyjnych. Z kolei 3-metyloamino-L-alanina (BMAA) jest wytwarzana przez sinice Nostoc żyjące symbiotycznie w korzeniach sagowców. Toksyny wyizolowano także z krasnorostów, w których plesze żyją sinice znane z ich wytwarzania. Toksyny sinicowe na skutek bioakumulacji mogą znajdować się w znacznych ilościach w ciałach zwierząt.
Z reguły toksyny sinicowe nie są uwalniane z żywych komórek i do wody wydostają się dopiero podczas ich rozpadu. Wyjątkiem jest cylindrospermopsyna.
Ślady toksyn sinicowych znajdowano w osadach sprzed kilku tysięcy lat, ale metody molekularne wskazują, że sinice były zdolne do ich wytwarzania już 2,1 mld lat wcześniej. Zatrucie australijskich owiec związane z uszkodzeniem wątroby przez wodę zawierającą Nodularia spumigena opisał George Francis w „Nature” w 1878 roku i jest to publikacja uważana za pierwszy udokumentowany opis działania toksyn sinicowych. Natomiast pierwszy opis zjawisk dziś interpretowanych jako powtarzalne zatrucia w czasie zakwitu sporządził Christopher Kirkby w liście do redakcji „Philosophical Transactions of the Royal Society” na przełomie lat 1671 i 1672. Opis ten dotyczy jeziora Tuchom koło Gdańska.

## Klasyfikacja toksyn sinicowych
Ze względu na miejsce działania toksyny sinicowe dzieli się na następujące grupy:
- hepatotoksyny[4][9] – niszczące wątrobę (mikrocystyny, nodularyny, cylindrospermopsyna),
- neurotoksyny[4][9] – niszczące układ nerwowy (anatoksyny, saksytoksyny, czasem saksytoksyny wyróżnia się jako toksyny paraliżujące[10]),
- dermatotoksyny[4] – wywołujące zmiany skórne (lyngbyatoksyna-a, aplysiatoksyna),
- pozostałe cytotoksyny[9].

Ze względu na budowę chemiczną wśród toksyn sinicowych można wyróżnić cykliczne peptydy, alkaloidy i lipopolisacharydy.

## Toksyny sinicowe

### Mikrocystyny i nodularyny

Mikrocystyna LR, najczęściej spotykany wariant mikrocystyn

Mikrocystyny i nodularyny są cyklicznymi peptydami nierybosomalnymi o działaniu hepatotoksycznym. Do 2017 roku wyizolowano 246 analogów mikrocystyn oraz 10 nodularyn. Mikrocystyny to heptapeptydy, czyli zbudowane są z siedmiu aminokwasów, a nodularyny to pentapeptdy – zbudowane z pięciu. Mają charakter polarny i są łatwo rozpuszczalne w wodzie, za to trudno przechodzą przez błony komórkowe. W skład mikrocystyn wchodzą dwa rzadkie aminokwasy niebiałkowe: N-metylodehydroalanina (Mdha) i kwas 3-amino-9-metoksy-2,6,8-trimetylo-10-fenylodeka-4,6-dienowy (ADDA), trzy aminokwasy w konfiguracji D (odwrotnej niż w aminokwasach białkowych): D-alanina, kwas D-metyloasparaginowy (MeAsp) i kwas D-glutaminowy oraz dwa zmienne aminokwasy białkowe (o konfiguracji L), przy czym najczęściej jest wśród nich L-arginina.
Mikrocystyny i nodularyny są związkami stosunkowo trwałymi. W zacienionej wodzie mogą utrzymywać się do kilku miesięcy. Nie rozkładają się przy gotowaniu ani na powietrzu. Rozkłada je promieniowanie ultrafioletowe, przez co w nasłonecznionej wodzie w ciągu jednego dnia może rozłożyć się ok. 40% mikrocystyn. Rozkładają je też silne utleniacze, jak ozon.
Słabo wnikają do większości komórek, ale są aktywnie przenoszone przez nośniki kwasów żółciowych, przez co wnikają do hepatocytów. Inhibują fosfatazy, niszczą cytoszkielet, powodują apoptozę. Do objawów zatrucia hepatotoksynami sinicowymi należą krwotoki wątroby. Ostre zatrucie prowadzi do niewydolności wątroby. Słabsze zatrucie może ostatecznie prowadzić do jej nowotworzenia. Oprócz działania hepatotoksycznego mikrocystyny wywołują zmiany w limfocytach, zmiany skórne, gorączkę czy wymioty.
Mikrocystyny są wytwarzane przez przedstawicieli rodzajów Dolichospermum (dawniej zaliczanych do Anabaena), Microcystis, Planktothrix (dawniej zaliczanych do Oscillatoria), Nostoc, Anabaenopsis, Woronichinia oraz Hapalosiphon, a nodularyny – Nodularia.

### Cylindrospermopsyna
Cylindrospermopsyna (CYN) jest cyklicznym alkaloidem guanidynowym. Ma szerokie działanie cytotoksyczne. W związku z tym bywa zaliczana m.in. do hepatotoksyn. Wśród innych skutków zdrowotnych u kręgowców stwierdzano zaburzenia odporności i problemy reprodukcyjne.
Uwalniana jest nie tylko z martwych komórek, ale również nienaruszonych. W wodzie jest trwała.
Wytwarzana jest przez przedstawicieli rodzajów Raphidiopsis (pierwszy raz zidentyfikowano u Raphidiopsis raciborskii) w tym dawniej zaliczanych do rodzaju Cylindrospermopsis, Dolichospermum, Chrysosporum (dawniej zaliczanych do Aphanizomenon), Umezakia, Lyngbya, Oscillatoria, Hormoscilla.

### Anatoksyny

Anatoksyna-a(s)

Anatoksyny są alkaloidami o działaniu neurotoksycznym. Anatoksyna-a (ATX, ANTX-a) była pierwszą zidentyfikowaną toksyną sinicową, wyizolowaną z Dolichospermum flos-aquae (wówczas znanego jako Anabaena flos-aquae), podobną budowę ma homoanatoksyna-a (homoANTX-a), a odmienną anatoksyna-a(s). Anatoksyna-a(s) zawiera grupę fosforanową, podobnie jak niektóre syntetyczne insektycydy czy bojowe środki trujące. Oddziałują one na układ nerwowy, m.in. blokując rozkład acetylocholiny, która przez to kumuluje się w synapsach. Zatrucie następuje szybko, po kilku lub kilkudziesięciu minutach. Jego objawy to drgawki, ślinotok, zaburzenia równowagi, a w groźniejszych przypadkach także paraliż mięśni, co w przypadku mięśni oddechowych prowadzi do uduszenia. Ponadto mogą wystąpić wymioty.
Anatoksyny rozkładają się pod wpływem światła, zwłaszcza w wodzie o odczynie zasadowym.
Anatoksynę-a wytwarzają przedstawiciele rodzajów Dolichospermum (dawniej zaliczanych do Anabaena), Microcystis, Planktothrix (dawniej zaliczanych do Oscillatoria), Aphanizomenon, Raphidiopsis (dawniej zaliczanych do Cylindrospermopsis), Artrhospira, Phormidium, anatoksynę-a(s) – Dolichospermum.

### Saksytoksyny
Saksytoksyny (saksitoksyny), neosaksytoksyny i podobne do nich substancje są alkaloidami o działaniu neurotoksycznym. Blokując sodowe kanały jonowe, uniemożliwiają wydzielanie acetylocholiny. Pierwsza saksytoksyna (STX), która dała nazwę całej klasie toksyn, została wyizolowana z ciała małża Saxidomus gigantea. W 2008 roku znano ponad 40 naturalnych jej analogów, w tym gonyautoksyny (GTX). Ponieważ jest uważana za jedną z najsilniejszych naturalnych trucizn, była testowana pod kątem użycia jako bojowy środek trujący „TZ”. Mają działanie paralityczne, ostre zatrucie objawia się dreszczami, zaburzeniami równowagi, drętwieniem, a w skrajnych przypadkach uduszeniem. U ludzi zatrucie występuje głównie po zjedzeniu małży, w których tkankach saksytoksyny uległy bioakumulacji i jest określane jako PSP (paralitic shellfish poisoning). Saksytoksyny wywołujące PSP są wytwarzane nie tylko przez sinice, ale przede wszystkim bruzdnice.
Wytwarzane są przez liczne gatunki bruzdnic, natomiast wśród sinic przez przedstawicieli rodzajów Aphanizomenon, Dolichospermum (dawniej zaliczanych do Anabaena), Lyngbya oraz Raphidiopsis (dawniej zaliczanych do Cylindrospermopsis).

### BMAA

3-Metyloamino-L-alanina

3-Metyloamino-L-alanina (BMAA) jest aminokwasem niebiałkowym o działaniu neurotoksycznym. Początkowo uważano, że jest toksyną wytwarzaną przez sagowce Cycas micronesica, ale w rzeczywistości jest wytwarzana przez żyjące z nim w symbiozie sinice z rodzaju Nostoc. BMAA ma udział w patogenezie choroby degeneracyjnej znanej jako stwardnienie zanikowe boczne zachodniego Pacyfiku. Dzieje się tak, gdy BMAA zastępuje serynę w łańcuchu dysmutazy ponadtlenkowej SOD-1, zmieniając jej kształt.

### Antillatoksyna, jamaikamidy, kalkitoksyna

Antillatoksyna

Antillatoksyna (ATX) i jamaikamidy są silnie trującymi lipopeptydami wpływającymi na pracę kanałów sodowych. Podobnie działa kalkitoksyna (KTX), będąca lipoamidem.
Tę grupę neurotoksyn wyizolowano z Lyngbya majuscula.

### Aplysiatoksyna, debromoaplysiatoksyna, lyngbyatoksyna
Aplysiatoksyna, debromoaplysiatoksyna i lyngbyatoksyna to związki organiczne oddziałujące na skórę (dermatotoksyny), wywołując jedną z form „świądu pływaków”. Aplysiatoksyna zawiera brom, podczas gdy w strukturze debromoaplysiatoksyny jest on zastąpiony atomem wodoru. Lyngbyatoksyna jest alkaloidem indolowym.
Ta grupa dermatotoksyn jest wytwarzana przez przedstawicieli rodzajów Lyngbya, Schizothrix, Planktothrix (dawniej zaliczanych do Oscillatoria) czy Gloeotrichia. Aplysiatoksynę i debromoaplysiatoksynę wyizolowano po raz pierwszy z gruczołów trawiennych ślimaka Stylocheilus longicauda. Ich występowanie stwierdzono również w plesze krasnorostu Gracilaria coronopifolia, ale ze względu na to, że na niej epifitycznie występują sinice, przypuszcza się, że to one są ich źródłem. Dermatotoksyny powodują głównie podrażnienie skóry lub błony śluzowej w miejscu zetknięcia tych powłok z wodą je zawierającą. Może ono mieć różny stopień – od zaczerwienienia po łuszczenie się. Po połknięciu mogą powodować choroby układu pokarmowego i gorączkę. W pewnych przypadkach przyjęte z pożywieniem mogą też wywoływać ostre zatrucie. Długotrwałe przyjmowanie małych dawek może powodować nowotworzenie.

### Endotoksyny lipopolisacharydowe
Endotoksyny lipopolisacharydowe (LPS) to składnik ścian komórkowych bakterii Gram-ujemnych, w tym sinic. Mogą być czynnikiem chorobotwórczym, przy czym w przypadku sinic mają głównie działanie uczulające i pirogenne, słabsze od działania lipopolisacharydów niektórych innych bakterii, np. salmonelli. W związku z tym zaliczane są do dermatotoksyn.

## Zalecenia
Ponieważ nie ma innego sposobu niż analiza laboratoryjna, by rozpoznać, czy dany zakwit wody wiąże się z uwalnianiem toksyn, ogólne zalecenia służb sanitarnych nakazują w czasie jego wystąpienia unikanie kontaktu z wodą. Zalecenia Światowej Organizacji Zdrowia (WHO) dotyczące intensywności zakwitu stwarzającego zagrożenie to: pierwszy poziom alarmowy dla wód pitnych – bioobjętość fitoplanktonu sinicowego 0,3 mm³/l lub stężenie chlorofilu a 1 μg/l, drugi poziom alarmowy dla wód pitnych – bioobjętość fitoplanktonu sinicowego 4 mm³/l lub stężenie chlorofilu a 12 μg/l, poziom alarmowy dla wód użytkowanych rekreacyjnie – bioobjętość fitoplanktonu sinicowego 8 mm³/l lub stężenie chlorofilu a 24 μg/l.
Spośród toksyn sinicowych, które mogą znaleźć się w wodzie pitnej, najlepiej przebadana toksykologicznie jest mikrocystyna-LR (MC-LR). Norma jej długofalowego stężenia (w formie czystej i związanej z komórkami) zalecana przez WHO wynosi 1 μg/l, krótkofalowego 12 μg/l, a dawka tolerowanego dziennego pobrania (TDI) to 0,04 μg/kg ciała. Dla wód użytkowanych rekreacyjnie norma to 24 μg/l. Dla anatoksyny a norma krótkofalowego stężenia dla wód pitnych to 30 μg/l, a stężenia dla wód użytkowanych rekreacyjnie 60 μg/l. Dla cylindrospermopsyny norma długofalowego stężenia dla wód pitnych to 0,7 μg/l, krótkofalowego stężenia 3 μg/l, a stężenia dla wód użytkowanych rekreacyjnie 6 μg/l. Dla saksytoksyn norma stężenia dla wód pitnych to 3 μg/l, a stężenia dla wód użytkowanych rekreacyjnie 30 μg/l.
Według wytycznych amerykańskiej Agencji Ochrony Środowiska z 2015 roku w wodzie pitnej przeznaczonej dla małych dzieci stężenie cylindrospermopsyny nie powinno przekraczać 0,7 μg/l, a mikrocystyn 0,3 μg/l, natomiast dla dzieci w wieku szkolnym i dorosłych odpowiednio 3,0 μg/l i 1,6 μg/l.